# As Mil e Uma Noites (2015)
As Mil e Uma Noites é um filme tríptico de 2015 do género drama burlesco. Co-produzido internacionalmente (entre Portugal, França, Alemanha e Suíça), é realizado por Miguel Gomes a partir de um argumento de Gomes com Mariana Ricardo e Telmo Churro. A longa-metragem é uma adaptação moderna da estrutura da colecção de histórias homónima, de modo a retratar os efeitos da crise financeira dos anos 2010 em Portugal. É interpretada por um ensemble cast centrado na personagem de Xerazade (Crista Alfaiate) que, para permanecer viva, conta todas as noites ao Rei Shahriar uma história sobre o povo português.
O filme compreende três partes: Volume 1: O inquieto de 125 minutos; Volume 2: O desolado de 131 minutos; e Volume 3: O encantado de 125 minutos. Estreou a 16 de maio de 2015 o Festival de Cinema de Cannes, exibido como parte da seção Quinzena dos realizadores. Comercialmente, o primeiro volume estreou nos cinemas de Portugal a 27 de agosto, o segundo a 24 de setembro e o terceiro a 8 de outubro de 2015. No Brasil, o primeiro volume foi exibido a 12 de novembro, o segundo a 3 de dezembro e o terceiro a 17 de dezembro de 2015.
As Mil e Uma Noites foi, de maneira geral, aclamado pela crítica, e Volume 2: O desolado escolhido para representar Portugal na competição do Óscar de melhor filme estrangeiro da edição de 2016.

## Índice e enredo

### Volume 1: O inquieto

#### Os trabalhos do realizador, dos construtores navais e do exterminador de vespas
Minuto 1. Num País Europeu em crise, Portugal, um realizador propõe-se a construir ficções a partir da miserável realidade onde está inserido. Devido ao período de recessão, os trabalhadores dos estaleiros de Viana do Castelo estão a ser demitidos. Milhares de famílias dependem daqueles postos de trabalho. Entretanto, pessoas que ganham a vida com a apicultura encontram outra ameaça ao seus empregos. Enxames inteiros estão a ser mortos por vespas asiáticas. Num esforço conjunto, bombeiros e um especialista tentam salvar as abelhas. Perante a estes dois relatos, o realizador sente-se incapaz de descobrir um sentido para o seu trabalho e foge covardemente, dando o seu lugar à bela Xerazade.

#### A ilha das jovens virgens de Bagdad
Minuto 24. Com a cumplicidade da sua irmã Doniazade, Xerazade inicia um estratagema para tentar pôr fim à loucura sanguinária do Rei Schahriar que, atraiçoado pela sua primeira esposa, decidiu desposar todos os dias uma nova donzela que manda matar ao nascer do Sol. Sob o risco de perder a cabeça, Xerezade conta todas as noites ao Rei histórias que deixa suspensas para as continuar na noite seguinte, contrariando assim a jura deste em assassinar as suas mulheres após a noite de núpcias. Xerazade precisará de ânimo e coragem para não aborrecer o Rei com as suas tristes histórias. Caracteriza-as de histórias partidas da realidade de um desgraçado país em crise económica e ebulição social: Portugal, durante o período de um ano. O país vive sob os efeitos dessa crise originada por um programa de assistência financeira coordenado pela autodenominada "troika", orgazização constituída pelo Fundo Monetário Internacional, pela Comissão Europeia e pelo Banco Central Europeu.
Como no livro, serão histórias trágicas e cómicas, com gente rica ou pobre, insignificantes ou poderosos, repletas de acontecimentos surpreendentes e extraordinários. Com o passar das noites, a inquietude dá lugar à desolação e a desolação ao encantamento. Por isso Xerazade organiza as histórias que conta ao Rei em três volumes. Começa assim: "Oh venturoso Rei, fui sabedora de que num triste país entre os países…"

#### Os homens de pau feito
Minuto 29. Nesta caricatura, os chefes de Governo, incluindo o Primeiro-ministro de Portugal, negociam o futuro do país com vários outros capitalistas estrangeiros, quando um feiticeiro lhes oferece a cura para sua impotência coletiva. Todos a aceitam, mas depressa encontram o outro lado de uma perpétua excitação sexual.

#### A história do galo e do fogo
Minuto 50. Num passado distante, um imperador chinês amaldiçoou Resende, desejando que ardesse em fogo para que ninguém mais lá pusesse os olhos. No presente, crianças interpretam um triângulo amoroso de adultos. Um galo incomoda a vizinhança por cantar de madrugada e acordar as pessoas mais cedo e por isso é levado a tribunal. Interrogado pelo juiz, o animal diz que o motivo da cantoria precoce é avisar a população em relação a uma tragédia fruto da antiga maldição.

#### O banho dos magníficos
Minuto 81. Luís está preocupado se irá chover no 1º de janeiro de 2014. Ele é o organizador de uma celebração de Ano Novo de um banho no mar de inverno para afastar o mau olhado e atrair vibrações positivas. Enquanto preparam este evento, Luís e a sua amiga, Maria, recebem em casa um grupo de desempregados. Na praia, uma baleia encalhada e sua explosão repentina deixam uma sereia a lutar pela vida no areal.

### Volume 2: O desolado

#### Crónica de fuga de Simão "Sem Tripas"
Minuto 124. Simão "Sem Tripas" é um idoso procurado em todo país pelo homicídio da sua esposa e da sua filha. Apesar dos crimes cometidos, esquiva-se agilmente das forças policiais graças à ajuda de populares. Passa os dias em fuga, no interior do país. Quando é encontrado por três jovens nuas, Simão não tenta escapar.

#### As lágrimas da juíza
Minuto 161. O conto inicia-se com a imagem de um pénis com manchas de sangue. Uma magistrada tenta julgar um caso aparentemente simples: endividados, os arrendatários de um imóvel roubaram os bens do senhorio e, este, inconformado, decidiu processá-los. Os réus conseguem imputar a culpa ao próprio proprietário. Por sua vez, o senhorio diz que seguiu o conselho de um génio. Sucessivamente, a responsabilidade vai sendo atribuída a outros. Neste círculo vicioso da injustiça social, surge uma vaca de papel, uma mulher surda, doze amantes chinesas e um detetor de mentiras em forma humana.

#### Os donos de Dixie
Minuto 202.  Glória achava que seu animal de estimação estava morto até Dixie, um cão idêntico, aparecer misteriosamente no condomínio onde habita. Um pouco por pena, decide entregar o animal ao cuidado do seu casal vizinho: Humberto e Luísa. Dixie é paciente e bastante amoroso, pelo que faz a alegria de outro casal, os desempregados Vasco e Vânia. De casa em casa, Dixie é uma alma feliz que traz consolo aos seus donos. No final, Dixie encontra seu fantasma do passado.

### Volume 3: O encantado

#### Xerazade
Minuto 256. Xerazade duvida que ainda consiga contar histórias que agradem ao Rei, dado que o que tem para contar pesa três mil toneladas. Por isso foge do palácio e percorre o Reino em busca de prazer e encantamento. O seu pai, o Grão Vizir, marca encontro com ela na roda gigante, e Xerazade retoma a narração: "Oh venturoso Rei, fui sabedora que em antigos bairros de lata de Lisboa, existia uma comunidade de homens enfeitiçados que, com rigor e paixão, se dedicava a ensinar pássaros a cantar…"

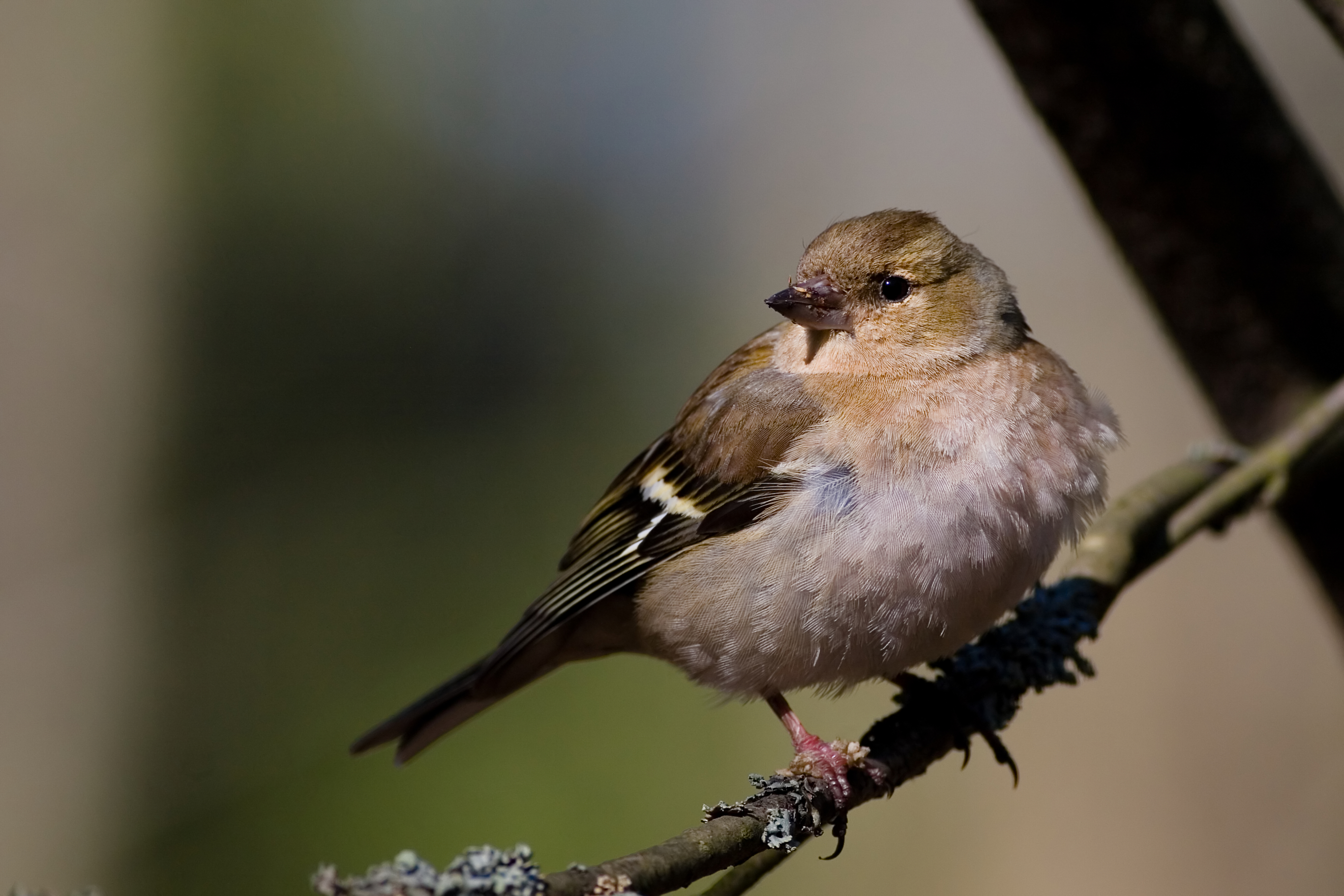
O inebriante canto dos tentilhões retrata como uma comunidade de passarinheiros compete com os seus tentilhões

#### O inebriante canto dos tentilhões
Minuto 297. Xerazade narrra a rotina de uma comunidade de passarinheiros que vivem num bairro perto do aeroporto, homens que têm como passatempo capturar tentilhões e participar de competições de canto. Uma atividade bastante difundida por todo o território de Portugal, com o passar dos anos, foi sofrendo com a ação indiscriminada do progresso. Algumas das áreas onde atuavam foram transformadas em zonas industriais.

#### Floresta quente
Minuto 339. Lin Nuan, uma imigrante chinesa em terras lusitanas, narra a sua própria saga. Nuan encontra um policia português durante uma manifestação, torna-se sua amante, e depois de engravidar é abandonada e extraditada de regresso à China. Em pano de fundo, desenvolve-se uma manifestação junto da Assembleia da República onde se exigem melhores condições de trabalho.
Neste momento da narração, Xerazade viu despontar a manhã e, discretamente, calou-se.

## Ficha artística

### Elenco recorrente
| Ator                  | Personagem                          | Personagem             | Personagem             | Personagem                            | Personagem              | Personagem        | Personagem | Personagem                        | Personagem      |
| Ator                  | A ilha das jovens virgens de Bagdad | Os homens de pau feito | O banho dos magníficos | Crónica de fuga de Simão "Sem Tripas" | As lágrimas da juíza    | Os donos de Dixie | Xerazade   | O inebriante canto dos tentilhões | Floresta quente |
| --------------------- | ----------------------------------- | ---------------------- | ---------------------- | ------------------------------------- | ----------------------- | ----------------- | ---------- | --------------------------------- | --------------- |
| Crista Alfaiate       | Xerazade                            |                        | Maria Punk             |                                       | Génio; Voz da Vaca      |                   | Xerazade   |                                   |                 |
| Margarida Carpinteiro |                                     |                        |                        |                                       | Mãe que rouba móveis    | Glória            |            |                                   |                 |
| Chico Chapas          |                                     |                        |                        | Simão "Sem Tripas"                    |                         |                   |            | Passarinheiro                     |                 |
| Carloto Cotta         |                                     | Tradutor               |                        |                                       | Careto                  |                   | Paddleman  |                                   |                 |
| Luísa Cruz            |                                     | Dona do bordel         |                        |                                       | Juíza                   |                   |            |                                   |                 |
| Jing Jing Guo         |                                     |                        |                        |                                       | Amante chinesa          |                   |            |                                   | Lin Nuam        |
| Adriano Luz           |                                     | Sindicalista           | Luís                   |                                       | Pai do Ladrão amável    |                   |            |                                   |                 |
| Américo Silva         |                                     | Homem do FMI           |                        |                                       | Negociante de gado      |                   | Grão Vizir |                                   |                 |
| Joana de Verona       |                                     |                        |                        |                                       | Filha da Juíza          | Vânia             |            |                                   |                 |
| Gonçalo Waddington    |                                     |                        |                        |                                       | Filho que rouba; Careto | Vasco             |            | Passarinheiro                     |                 |

### Elenco adicional

#### Os trabalhos do realizador, dos construtores navais e do exterminador de vespas
- Vitor Barbosa, como Exterminador de vespas.
- Martinho Cerqueira, como Trabalhador do Estaleiro Naval de Viana do Castelo.
- Miguel Gomes, como Realizador.

#### Os homens de pau feito
- Dinarte Branco, como Homem do Patronato.
- Bruno Bravo, como Homem do Banco Central Europeu.
- Diogo Dória, como Homem da Comissão Europeia.[27]
- Maria Rueff, como Ministra das Finanças.
- Rogério Samora, como Primeiro-ministro.

#### A história do galo e do fogo
- Sabrina Lopes, como Sandra.
- Fernanda Loureiro, como Dona do Galo.[28]
- Armando Nunes, como Juiz.

#### O banho dos magníficos
- Cristina Carvalhal, como Médica; Sereia.
- Aníbal Fabrica, como Primeiro Magnífico.

#### As lágrimas da juíza
- Pedro Caldas, como Senhorio.
- Carla Maciel, como Nora do Pito.
- José Manuel Mendes, como Técnico da Segurança Social.
- Gracinda Nave, como Mulher que cisma.

#### Os donos de Dixie
- João Bénard da Costa, como Humberto.
- Teresa Madruga, como Luísa.[29]
- Lucky, como Dixie.

#### Xerazade
- Amar Bounachada, como Rei.
- Lionel Franc, como o próprio.

## Equipa técnica
- Realizador: Miguel Gomes[30]
- Argumento: Miguel Gomes, Mariana Ricardo e Telmo Churro[28]
- Fotografia: Sayombhu Mukdeeprom[31]
- Som: Vasco Pimentel
- Misturas: Miguel Martins
- Montagem: Telmo Churro
- Guarda roupa: Silvia Grabowski
- Decoração: Bruno Duarte e Artur Pinheiro
- Direção de produção: Isabel Silva
- Assistente de realização: Bruno Lourenço
- Produtor executivo: Luís Urbano

## Produção
As Mil e Uma Noites é uma co-produção internacional entre Portugal, França, Alemanha e Suíça, liderada pela produtora O Som e a Fúria (produção executiva de Luís Urbano e Sandro Aguilar). O orçamento do filme, de cerca de 2,7 milhões de euros, foi garantido em mais de 80% por Portugal (cerca 1,240 milhões de euros) e França (1,135 milhões), sendo a participação alemã de cerca de 394 mil euros. Em outubro de 2013, o Conselho de Administração do Fundo Eurimages do Conselho da Europa incluiu a longa metragem na sua lista de 20 projetos para apoio financeiro.

### Desenvolvimento
O modelo de produção de As Mil e Uma Noites propunha fazer um filme com os acontecimentos que decorreram em Portugal durante um período de 12 meses. O calendário de produção desta longa-metragem iniciou-se a agosto de 2013 e terminou a julho de 2014. Durante este período, pesquisa, escrita do argumento e rodagem decorreram em simultâneo. O projeto apresentou uma componente inédita no cinema português, uma vez que a produtora O Som e a Fúria criou um site para o qual trabalhavam três jornalistas e um ilustrador. A sua função era investigar e recolher notícias e histórias do quotidiano da crise vividas pelos portugueses. Semanalmente, a jornalista Maria José Oliveira apresentava as principais notícias da semana aos argumentistas e produtor, que fariam escolhas de histórias para matéria do argumento, ou pedidos aos jornalistas para continuar a investigar sobre um evento específico. Gomes descreveu o processo do seguinte modo: "Usámos um material noticioso e não tínhamos um argumento formal, fechado. Filmámos a partir de um processo contínuo de investigação, vivo, invertendo os modelos industriais do cinema, fazendo algo que só há no topo da cadeia do audiovisual". Uma vez que não havia um argumento fechado, a decisão de compor três filmes (Volume 1: O inquieto de 125 minutos; Volume 2: O desolado de 131 minutos; e Volume 3: O encantado de 125 minutos) foi tomada apenas no final das filmagens, no processo de montagem. A edição e pós-produção do filme decorreu até fevereiro de 2015.

### Rodagem
De acordo com as notas de produção de Miguel Gomes, uma das primeiras histórias a ser gravada foi Floresta quente: "É o seu primeiro dia de rodagem (do cinematógrafo Sayombhu Mukdeeprom) e estamos rodeados de milhares de polícias frente à Assembleia da República. Os polícias que se manifestam conseguem romper o cordão de segurança dos seus colegas de serviço e começam a subir a escadaria da Assembleia. Nenhuma manifestação passada em Lisboa chegou a este ponto. As imagens que filmamos parecem as de uma revolução. Mas não são. Sayombhu parece estar divertido". O banho dos magníficos foi rodado em janeiro de 2014, com cenas na Praia da Barra (Ílhavo) que recebeu uma réplica em esferovite de uma baleia, com mais de dez metros de comprimento. Enquanto a maior parte das histórias foi gravada no período de uma semana, O inebriante canto dos tentilhões estendeu-se durante grande parte da produção. Uma vez que Gomes pretendia acompanhar a rotina e o desenvolvimento das competições entre passarinheiros, visitava o bairro lisboeta onde habitavam para os filmar com uma regularidade semanal.

## Temas e estilo
O que os autores pretendiam com esta adaptação de As Mil e Uma Noites era concretizar, em simultâneo, uma evocação do espírito burlesco ficcional de As mil e uma noites (nomeadamente, através da utilização da estrutura desta compilação de contos) e traçar um retrato de Portugal num momento em que o país estava mais sujeito aos efeitos sociais despoletados pelo programa de assistência financeira da Troika. Neste sentido, comentadores da obra escreveram que Miguel Gomes, enquanto realizador, é tão refém da realidade dolorosa do seu país, quanto Xerazade é refém do seu Rei.
Os contos incluídos na obra cinematográfica mesclam elementos da realidade da crise económica, a ficção cómica, o drama social, o documentário antropológico, o comentário político e o fantástico. Acerca da sua abordagem a este projeto, Gomes diz que "a presença de humor livra o espetador de ser submetido às chantagens emocionais do drama. É importante haver no cinema um olhar que não traia o público nem os personagens por assumir certa superioridade e distanciamento". Exemplo dessa interligação de estilos é o segmento Os homens de pau feito. O que inicialmente parece uma recriação séria de uma reunião da Troika, transforma-se gradualmente num conto absurdo, culminando com elementos de folclore árabe quando um mago cura magicamente a impotência dos líderes mundiais.
Este episódio sugere também o interesse contínuo de Gomes em questões de pós-colonialismo, explorados na sua anterior longa-metragem, Tabu. Nesta progressão dos temas da sua filmografia, denota-se que contos como O banho dos magníficos e O inebriante canto dos tentilhões são os que mais claramente remontam ao uso de elementos do género de documentário, tal como Gomes utilizou em Aquele querido mês de agosto. Também a sua primeira longa-metragem, A cara que mereces, é um filme dividido em partes, com mudança de perspetiva.
O segmento mais abertamente político de toda a trilogia é As lágrimas da juíza. Este tribunal representado funciona como um microuniverso da sociedade, no qual se interrelacionam vários atores sociais, tendo como ponto de convergência o Estado. De facto, o absurdo da trama surge por a juíza, ao tentar descobrir as causas de um único ato criminoso, se ver envolvida num pântano de causas interligadas que abarcam todos os presentes no julgamento. Tal conto sugere que um comportamento criminoso não pode ser entendido numa avaliação estéril caso a caso. Pelo contrário, todo o sistema de uma sociedade deve ser considerado.
Os diversos contos de As Mil e Uma Noites são rodados em diferentes cenários e com diferentes atores, que a câmara de Gomes regista com curiosidade. É mostrado um Portugal de múltiplas territorialidades, de distintas formas de ocupação dos espaços: os condomínios populares nos centros urbanos; as aldeias já quase inabitadas; as cidades do interior; a beira-mar e as praias; bosques e montanhas. Os planos do realizador mostram a sua intenção de mostrar e escutar os intervenientes e o que os envolve. Tal denota-se por os travellings de acompanhamento de Simão "Sem Tripas" ao longo da sua fuga entre rochas serem os mesmos do acompanhamento de Vasco e Vânia pelos muros graffitados do subúrbio onde habitam.

## Distribuição
As Mil e Uma Noites foi selecionado para edição de 2015 do Festival de Cinema de Cannes. Devido à duração da obra, os organizadores ofereceram-lhe a possibilidade de integrar a secção  Un Certain Regard, mas Miguel Gomes optou por a exibir na Quinzena dos realizadores. Volume 1: O inquieto estreou a 16 de maio, Volume 2: O desolado a 18 de maio e Volume 3: O encantado a 20 de maio de 2015.
A estreia comercial dos filmes decorreu inicialmente em França. Volume 1: O inquieto foi lançado a 24 de junho, Volume 2: O desolado a 29 de julho e Volume 3: O encantado a 26 de agosto de 2015. Em Portugal, distribuído pela O Som e a Fúria, Volume 1: O inquieto chegou às salas comerciais a 27 de agosto de 2015. A propósito da estreia e do primeiro Aniversário do Cinema Ideal, em Lisboa, os restantes volumes da trilogia foram exibidos, numa sessão com a apresentação do próprio realizador. Volume 2: O desolado estreou comercialmente a 24 de setembro e Volume 3: O encantado a 1 de outubro de 2015. No Brasil, o primeiro volume foi exibido a 12 de novembro, o segundo a 3 de dezembro e o terceiro a 17 de dezembro de 2015.
As Mil e Uma Noites foi exibido comercialmente também na Bélgica, Polónia, Holanda, Reino Unido e Espanha. Em Itália, foi lançado a partir de dia 18 de março de 2016, estando a distribuição a cargo da Milano Film Network.
Os três volumes As Mil e Uma Noites foram editados em DVD pela Cinema Português, com lançamento em dezembro de 2015.
A estreia televisiva da obra decorreu na RTP2: Volume 1: O inquieto foi exibido a 12 de janeiro, Volume 2: O desolado a 19 de janeiro e Volume 3: O encantado a 26 de janeiro de 2019. Os três volumes de As Mil e Uma Noites estão também disponíveis na plataforma de streaming HBO Portugal, desde outubro de 2020.

### Festivais
O filme percorreu um longo circuito de Festivais internacionais de cinema entre 2015 e 2016. Destacam-se os seguintes:
- Festival de Cinema de Cannes (França, 16 de maio de 2015)[55]
- Midnight Sun Film Festival (Finlândia, 11 de junho de 2015)
- Festival de Cinema de Sydney (Austrália, 13 de junho de 2015)[56]
- Festival de Cinema de Munique (Alemanha, 29 de junho de 2015)
- New Zealand International Film Festival (Nova Zelândia, 18 de julho de 2015)
- Festival Internacional de Cinema T-Mobile Nowe Horyzonty (Polónia, 27 de julho de 2015)[57]
- Festival International de Toronto (Canadá, 10 de setembro de 2015)[58]
- Bergen International Film Festival (Noruega, 25 de setembro de 2015)
- New York Film Festival (EUA, 30 de setembro de 2015)
- Busan International Film Festival (Coreia do Sul, 4 de outubro de 2015)
- Festival de Cinema de Londres (Reino Unido, 11 de outubro de 2015)
- Vienna International Film Festival (Áustria, 29 de outubro de 2015)[59]
- Festival Internacional de Cinema de Mar del Plata (Argentina, 30 de outubro de 2015)
- Thessaloniki International Film Festival (Grécia, 8 de novembro de 2015)
- Torino Film Festival (Itália, 22 de novembro de 2015)
- Dubai International Film Festival (EAU, 13 de dezembro de 2015)
- International Film Festival Rotterdam (Holanda, 1 de fevereiro de 2016)
- Hong Kong International Film Festival (Hong Kong, 27 de março de 2016)
- Festival Internacional de Cinema de Istambul (Turquia, 7 de abril de 2016)
- Singapore International Festival of Arts (Singapura, 25 de junho de 2016)

## Receção
Em Portugal, da trilogia As Mil e Uma Noites,Volume 1: O inquieto foi o filme com mais espetadores (18.864), o que fez deste o quarto filme português mais visto de 2015. O volume totalizou uma receita bruta de 95.199,21€. No conjunto dos seus volumes, a obra contou com cerca de 32 mil pagantes no país.

### Crítica
As Mil e Uma Noites recebeu, de forma geral, comentários positivos pela crítica especializada. No agregador de críticas Rotten Tomatoes, Volume 1: O inquieto mantém um rating de aprovação de 97%, baseado em 34 críticas, com um rating médio de 8.00/10. No consenso da crítica no website lê-se: "O toque vibrante de Miguel Gomes em As Mil e Uma Noites gira em torno de uma miríade de fios que se fundem numa colorida ode a Portugal". Volume 2: O desolado regista um rating de aprovação de 100%, baseado em 16 críticas, com um rating médio de 8.10/10. Por último, Volume 3: O encantado mantém um rating de aprovação de 88%, baseado em 24 críticas, com um rating médio de 7.10/10. Num outro agregador, Metacritic, que atribui uma classificação até 100 a partir das publicações de críticos de cinema convencionais, Volume 1: O inquieto e Volume 3: O encantado receberam uma pontuação de 80, com base em 10 críticos, indicando "avaliações geralmente favoráveis". Volume 2: O desolado recebeu uma pontuação de 81, com base em 9 críticos, sugerindo "aclamação universal".
Boyd van Hoeij do The Hollywood Reporter apelidou a primeira parte de As Mil e Uma Noites uma "colagem frequentemente fascinante de histórias" e a segunda parte "uma obra apropriadamente marcante, dramática e até alegre que, no entanto, faria pouco sentido por si só". Nos seus textos, o crítico comenta como a obra é um testamento do poder das histórias para entreter e fazer esquecer preocupações, seja por as cristalizar ou trazê-las para um público maior e que essa "é sem dúvida a maior conquista de Gomes". Richard Brody, do The New Yorker, considerou As Mil e Uma Noites um "tríptico apaixonadamente investigativo e floridamente imaginativo" e, em particular, o seu primeiro volume "uma explosão barulhenta e contundente, compassiva e urgente". Brody conclui que "Com uma mistura de tradição local e fúria partidária, artifício teatral e investigação jornalística, Gomes reinventa sozinho o cinema político."  Lea Bianchini (O Cafezinho) comenta que apesar de o tema da crise económica ser pesado para uma trilogia, o realizador "consegue dar leveza à história utilizando elementos como o surrealismo e o humor sarcástico".
Em Portugal, o filme foi igualmente elogiado pela crítica. Na sua crítica, Carlos Natálio (À pala de Walsh) valoriza a metodologia do filme de partir de factos jornalísticos para ir de encontro com o real, concluindo: "a heterogeneidade é todo o reino e todo o método do cinema de Miguel Gomes". Jorge Mourinha (Público) escreve que o tríptico de Miguel Gomes "é um statement artístico maior do que a mera soma das suas partes", ainda que considere Volume 1: O inquieto, "o volume que melhor resulta isoladamente, funcionando ao mesmo tempo como apresentação do projecto, exemplificação da concretização e síntese da abordagem". Opinião também partilhada pelo crítico Hugo Gomes (C7nema) que escreveu sobre os seus três capitúlos de forma isolada, salientando o Volume 1 como o melhor e não poupado elogios à presença de Miguel Gomes na cinematografia portuguesa, "terminado o primeiro filme da mais promissora trilogia portuguesa do momento, O Inquieto é uma confirmação do que já havia sido afirmado: Miguel Gomes é a cabeça de uma nova vaga Portuguesa.".
Vários críticos elegeram As lágrimas da juíza o melhor segmento da obra, como Luiz Carlos Merten (O Estado de S. Paulo) e Luiz Santiago (Plano Crítico). Sobre o conto, Francisco Russo (Adoro Cinema) destaca a "surpreendente sucessão de eventos, todos encadeados e tendo como motivação maior o empobrecimento da população, encanta não apenas pelas risadas provocadas mas também pela própria criatividade do texto, sem limites rumo ao absurdo." Membros da equipa do filme (como o ator Adriano Luz) também destacam este conto, sendo que o próprio realizador o considera "o coração d'As Mil e Uma Noites".

### Premiações
Entre outros motivos, devido ao consenso quanto à qualidade de As lágrimas da juíza, Mil e Uma Noites, Volume 2: O desolado foi o filme escolhido pela Academia Portuguesa das Artes e Ciências Cinematográficas como candidato de Portugal à nomeação para a categoria de Melhor Filme Estrangeiro na 88ª edição dos Óscares, embora não tenha constado da lista dos nove filmes semi-finalistas ao galardão. Ainda assim, o mesmo volume volume foi submetido e nomeados para Melhor Filme Iberoamericano, dos Prémio Goya.
| Ano  | Premiação                                                | Categoria                                                       | Trabalho                                                                               | Resultado | Ref.   |
| ---- | -------------------------------------------------------- | --------------------------------------------------------------- | -------------------------------------------------------------------------------------- | --------- | ------ |
| 2015 | Festival de Cinema de Cannes                             | Palm dog                                                        | Lucky                                                                                  | Venceu    | [ 81 ] |
| 2015 | Cahiers du Cinéma                                        | Melhor filme                                                    | Mil e Uma Noites, Sandro Aguilar, Luís Urbano e Thomas Ordonneau                       | 8º lugar  |        |
| 2015 | Coimbra Caminhos do Cinema Português                     | Melhor realizador                                               | Miguel Gomes                                                                           | Venceu    |        |
| 2015 | Coimbra Caminhos do Cinema Português                     | Melhor argumento original                                       | Telmo Churro, Miguel Gomes e Mariana Ricardo                                           | Venceu    |        |
| 2015 | Coimbra Caminhos do Cinema Português                     | Melhor argumento adaptado                                       | Telmo Churro, Miguel Gomes e Mariana Ricardo                                           | Venceu    |        |
| 2015 | Coimbra Caminhos do Cinema Português                     | Melhor atriz secundária                                         | Luísa Cruz                                                                             | Venceu    |        |
| 2015 | European Film Awards                                     | Melhor engenheiro de som europeu                                | Vasco Pimentel e Miguel Martins                                                        | Venceu    |        |
| 2015 | Munich Film Festival                                     | Melhor filme internacional                                      | Mil e Uma Noites, Sandro Aguilar, Luís Urbano e Thomas Ordonneau                       | Indicado  |        |
| 2015 | Prémios Fénix                                            | Melhor filme                                                    | Mil e Uma Noites, Sandro Aguilar, Luís Urbano e Thomas Ordonneau                       | Indicado  |        |
| 2015 | Prémios Fénix                                            | Melhor realizador                                               | Miguel Gomes                                                                           | Indicado  |        |
| 2015 | Prémios Fénix                                            | Melhor argumento                                                | Telmo Churro, Miguel Gomes e Mariana Ricardo                                           | Indicado  |        |
| 2015 | Prémios Fénix                                            | Melhor edição                                                   | Miguel Gomes, Telmo Churro e Pedro Filipe Marques                                      | Venceu    |        |
| 2015 | Prémios Fénix                                            | Melhor direção de arte                                          | Artur Pinheiro e Bruno Duarte                                                          | Indicado  |        |
| 2015 | Seville European Film Festival                           | Melhor filme                                                    | Mil e Uma Noites, Sandro Aguilar, Luís Urbano e Thomas Ordonneau                       | Venceu    |        |
| 2015 | Sydney Film Festival                                     | Melhor filme                                                    | Mil e Uma Noites, Sandro Aguilar, Luís Urbano e Thomas Ordonneau                       | Venceu    |        |
| 2015 | Festival Internacional de Cinema T-Mobile Nowe Horyzonty | Prémio FIPRESCI                                                 | Miguel Gomes                                                                           | Venceu    | [ 57 ] |
| 2015 | Festival Internacional de Cinema T-Mobile Nowe Horyzonty | Grande prémio da competição internacional                       | Miguel Gomes                                                                           | Indicado  | [ 57 ] |
| 2016 | Globos de ouro, SIC                                      | Melhor filme                                                    | Mil e Uma Noites, Sandro Aguilar, Luís Urbano e Thomas Ordonneau                       | Venceu    | [ 82 ] |
| 2016 | Globos de ouro, SIC                                      | Melhor atriz                                                    | Crista Alfaiate                                                                        | Indicado  | [ 82 ] |
| 2016 | Globos de ouro, SIC                                      | Melhor atriz                                                    | Luísa Cruz                                                                             | Indicado  | [ 82 ] |
| 2016 | Globos de ouro, SIC                                      | Melhor ator                                                     | Adriano Luz                                                                            | Indicado  | [ 82 ] |
| 2016 | Prémio Autores                                           | Melhor filme                                                    | Mil e Uma Noites, Sandro Aguilar, Luís Urbano e Thomas Ordonneau                       | Indicado  |        |
| 2016 | Prémio Autores                                           | Melhor argumento                                                | Telmo Churro, Miguel Gomes e Mariana Ricardo                                           | Indicado  |        |
| 2016 | Prémio Autores                                           | Melhor atriz                                                    | Joana de Verona                                                                        | Venceu    |        |
| 2016 | Prémio Autores                                           | Melhor ator                                                     | Gonçalo Waddington                                                                     | Indicado  |        |
| 2016 | Prémios Cinema Eye Honors                                | Prémio Heterodox                                                | Miguel Gomes                                                                           | Indicado  |        |
| 2016 | Prémios CinEuphoria                                      | Competição nacional: Melhor filme                               | Mil e Uma Noites, Sandro Aguilar, Luís Urbano e Thomas Ordonneau                       | Venceu    |        |
| 2016 | Prémios CinEuphoria                                      | Competição nacional: Melhor realizador                          | Miguel Gomes                                                                           | Venceu    |        |
| 2016 | Prémios CinEuphoria                                      | Competição nacional: Top 10 do ano                              | Mil e Uma Noites, Sandro Aguilar, Luís Urbano e Thomas Ordonneau                       | Venceu    |        |
| 2016 | Prémios CinEuphoria                                      | Prémio do público: Top 10 do ano                                | Mil e Uma Noites, Sandro Aguilar, Luís Urbano e Thomas Ordonneau                       | Venceu    |        |
| 2016 | Prémios CinEuphoria                                      | Competição nacional: Melhor argumento                           | Telmo Churro, Miguel Gomes e Mariana Ricardo                                           | Indicado  |        |
| 2016 | Prémios CinEuphoria                                      | Competição nacional: Melhor edição                              | Miguel Gomes, Telmo Churro e Pedro Filipe Marques                                      | Venceu    |        |
| 2016 | Prémios CinEuphoria                                      | Competição nacional: Melhor cinematografia                      | Sayombhu Mukdeeprom                                                                    | Indicado  |        |
| 2016 | Prémios CinEuphoria                                      | Competição nacional: Melhores efeitos especiais (Som ou visual) | Miguel Martins e Vasco Pimentel                                                        | Indicado  |        |
| 2016 | Prémios CinEuphoria                                      | Competição nacional: Melhor guarda roupa                        | Lucha d'Orey e Silvia Grabowski                                                        | Indicado  |        |
| 2016 | Prémios CinEuphoria                                      | Competição nacional: Melhor elenco                              | Crista Alfaiate, et al                                                                 | Indicado  |        |
| 2016 | Prémios CinEuphoria                                      | Competição nacional: Melhor ator secundário                     | Adriano Luz                                                                            | Indicado  |        |
| 2016 | Prémios CinEuphoria                                      | Competição nacional: Melhor ator secundário                     | Rogério Samora                                                                         | Indicado  |        |
| 2016 | Prémios CinEuphoria                                      | Competição nacional: Melhor trailer                             | Mil e Uma Noites                                                                       | Venceu    |        |
| 2016 | Prémios CinEuphoria                                      | Competição nacional: Melhor poster                              | Mil e Uma Noites                                                                       | Indicado  |        |
| 2016 | Prémios International Cinephile Society                  | Melhor filme                                                    | Mil e Uma Noites, Sandro Aguilar, Luís Urbano e Thomas Ordonneau                       | 10º lugar |        |
| 2016 | Prémios International Cinephile Society                  | Melhor filme em língua não-inglesa                              | Mil e Uma Noites, Sandro Aguilar, Luís Urbano e Thomas Ordonneau                       | 4º lugar  |        |
| 2016 | Prémios Sophia da Academia de Cinema Portuguesa          | Melhor filme                                                    | Mil e Uma Noites, Volume 2: O desolado, Sandro Aguilar, Luís Urbano e Thomas Ordonneau | Indicado  |        |
| 2016 | Prémios Sophia da Academia de Cinema Portuguesa          | Melhor realizador                                               | Miguel Gomes                                                                           | Indicado  |        |
| 2016 | Prémios Sophia da Academia de Cinema Portuguesa          | Melhor ator                                                     | Adriano Luz                                                                            | Indicado  |        |
| 2016 | Prémios Sophia da Academia de Cinema Portuguesa          | Melhor guarda roupa                                             | Lucha d'Orey e Silvia Grabowski                                                        | Indicado  |        |
| 2016 | Prémios Áquila                                           | Melhor ator secundário                                          | Carloto Cotta                                                                          | Indicado  |        |
| 2016 | Fundação Screen Actors GDA                               | Performance num papel principal                                 | Luísa Cruz                                                                             | Venceu    |        |
| 2016 | Prémios Platino do Cinema Iberoamericano                 | Melhor direção de arte                                          | Bruno Duarte e Artur Pinheiro                                                          | Indicado  |        |

## Outrosmedia

###### WebsiteAs 1001 noites
A produtora O Som e a Fúria manteve ao longo de 12 meses um website para o qual três jornalistas publicavam textos acerca das diferentes dimensões da atualidade nacional, para que servissem de base a histórias de Xerazade. A responsabilidade editorial coube à jornalista Maria José Oliveira.

###### As Mil e Uma Noites: Substância, Estrutura e Estilo
Esta é uma curta-metragem documental de 2015, realizada por José Paulo Silva Alcobia e produzida pela RTP. Em Substância, Estrutura e Estilo membros da equipa técnica e artística de As Mil e Uma Noites descrevem o processo e seu envolvimento na realização do filme.